# Ронко (Бреша)
Ронко је насеље у Италији у округу Бреша, региону Ломбардија.
Према процени из 2011. у насељу је живело 1577 становника. Насеље се налази на надморској висини од 169 м.